# Ngulungwetan
Ngulungwetan is een bestuurslaag in het regentschap Trenggalek van de provincie Oost-Java, Indonesië. Ngulungwetan telt 2526 inwoners (volkstelling 2010).